# Aiči M6A
Aiči M6A1 Seiran (japonsky: 愛知 M6A 晴嵐,blesk z čistého nebe) byl bombardovací a torpédový plovákový letoun japonského císařského námořního letectva užívaný v době druhé světové války. Letouny měly sloužit k odvetným akcím proti Američanům, přičemž měly být katapultovány z japonských ponorek třídy I-400. Seiran měl dva centrální plováky. První prototyp vzlétl koncem roku 1943. Bylo vyrobeno pouze 28 kusů všech typů a obměn.

## Specifikace

Aiči M6A1 Seiran

### Technické údaje
- Osádka: 2
- Rozpětí: 12,25 m
- Délka: 11,65 m
- Výška: 4,60 m
- Nosná plocha: 27,00 m²
- Hmotnost prázdného stroje: 3 360 kg
- Vzletová hmotnost: 4 895 kg
- Pohonná jednotka: 1 × dvanáctiválcový vidlicový motor Aiči Acuta 32
- Výkon pohonné jednotky: 1030 kW

### Výkony
- Maximální rychlost: 475 km/h
- Cestovní rychlost: 300 km/h
- Stoupavost: 8,6 m/s
- Dostup: 9900 m
- Dolet: 2000 km

### Výzbroj
- 1 × pohyblivý kulomet typu 2 ráže 13 mm
- 1 × torpédo o hmotnosti 800 kg nebo 1 × letecká puma stejné hmotnosti.